# The Griffin
A The Griffin kocsma, egykori fogadó a walesi Monmouthban, a Whitecross Streeten. A 18. században épült és II. kategóriás brit műemléknek (British Listed Building) számít 2005 óta. Névadója a mitológiai griffmadár.
A 18. században, megépítése után The Old Griffin néven volt ismert. Az 1830-as években építették újjá, majd az 1990-es években újították fel. Az épület a Whitecross Street és a St Mary’s Street sarkán áll, a város két fontos 18. századi közlekedési útvonalának találkozásánál. A sarkát az éles sarok közlekedésének megkönnyítése céljából kerekítették le. A 19. század elején a fogadó tulajdonosa Charles Ballinger volt, a Hyam’s Mineral Water Works ásványvíz palackozó tulajdonosa.

## Fordítás
- Ez a szócikk részben vagy egészben  a   The Griffin, Monmouth című angol Wikipédia-szócikk ezen változatának fordításán alapul.  Az eredeti cikk szerkesztőit annak laptörténete sorolja fel. Ez a jelzés csupán a megfogalmazás eredetét és a szerzői jogokat jelzi, nem szolgál a cikkben szereplő információk forrásmegjelöléseként.